# École ganto-brugeoise

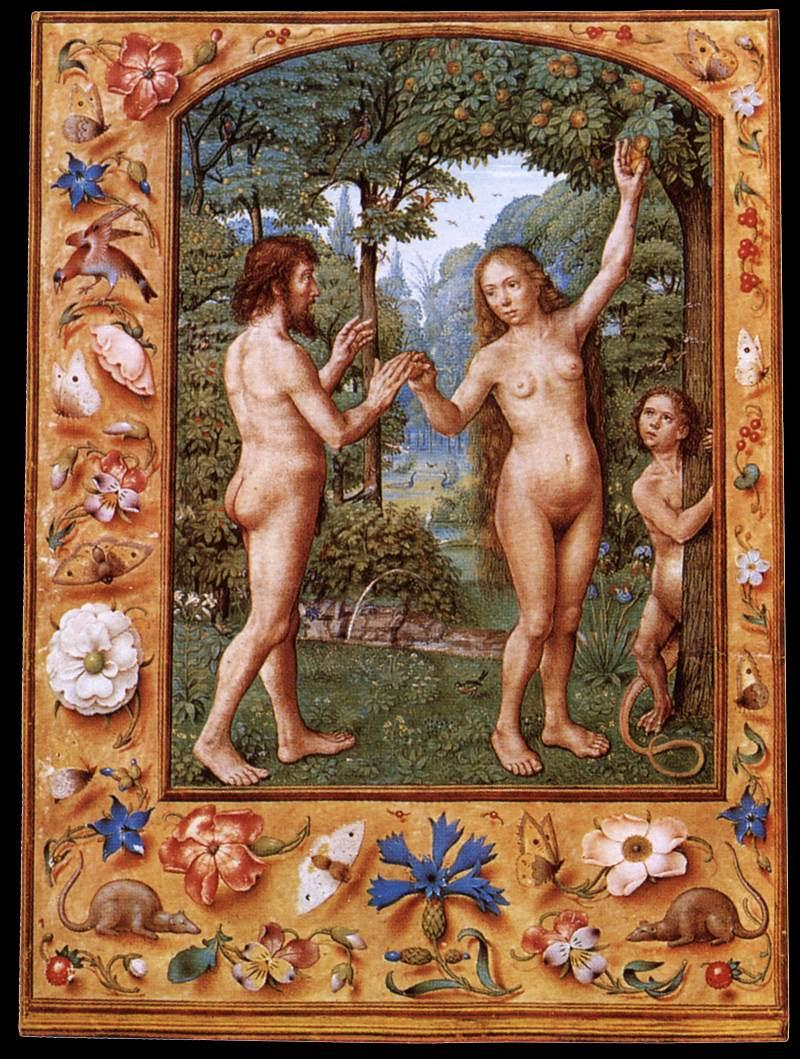
Adam et Ève, miniature du Bréviaire Grimani, vers 1510-1520.

L'École ganto-brugeoise désigne traditionnellement un mouvement artistique de l'enluminure flamande du dernier quart du XVe siècle et de la première moitié du XVIe siècle. 

## Historiographie
Le terme d'« école ganto-brugeoise » est utilisé pour la première fois, en 1891, par les historiens de l'art Joseph Destrée et Paul Durrieu. Il désigne alors les peintres du Bréviaire Grimani et leur entourage au tournant des XVe et XVIe siècles.
Trente ans plus tard, cette appellation est contestée par Friedrich Winkler, pour qui ce style s'applique davantage aux artistes de Bruges qu'à ceux de Gand. À l'inverse, d'autres historiens élargissent sa zone de déploiement à l'ensemble des Pays-Bas méridionaux. Kren et McKendrick évitent même l'emploi du nom d'« école ganto-brugeoise », qu'ils estiment trop restrictif pour un genre pictural qui rayonne dans toute l'Europe occidentale.

## Style
Le style de cette école remplace celui qui présidait jusqu'alors à la cour des ducs de Bourgogne, où les manuscrits comprenaient généralement une miniature initiale de dédicace, peinte en pleine page, suivie de décorations marginales florales stylisées, représentant généralement des acanthes. Au cours des années 1470-1480, un nouveau style apparaît. Il exprime la recherche d'un plus grand naturalisme dans la représentation des individus, des intérieurs ou des paysages. Les enlumineurs prennent l'habitude de peindre les personnages (commanditaires ou non) sous la forme de portraits de grande dimension, en pied ou à mi-corps. Leur style s'inspire des peintres de chevalet, comme Hugo van der Goes. Il utilise aussi de plus en plus volontiers des tons brillants ou pastel quand l'ancien style se limitait aux couleurs primaires.
La décoration des marges perpétue l'usage de motifs floraux. Toutefois les plantes des jardins botaniques contemporains, peintes en trompe-l'œil, remplacent l'acanthe. Petit à petit, ces ornements se diversifient et introduisent une riche variété de motifs :
- éléments d'architecture ;
- animaux - dont des insectes ;
- plumes de paon ;
- coquillages ;
- branchages ;
- fleurs coupées ;
- pierres précieuses ou perles ;
- joyaux ;
- pièces de monnaie ;
- bandes d'étoffe ou pièces de cuir ;
- lettres de l'alphabet ;
- cartouches portant des inscriptions ;
- scènes narratives...

Ce type de décoration se rencontre déjà chez des peintres plus anciens comme Hans Memling ou Gérard David. Mais petit à petit, les enlumineurs transforment les pages qu'ils illustrent en véritables tableaux miniatures peints avec une minutie extrême, volontiers illusionniste - par exemple, les objets projettent leur ombre sur la surface peinte ; des gouttes de rosées perlent sur les fleurs, où des insectes sont venus se poser.

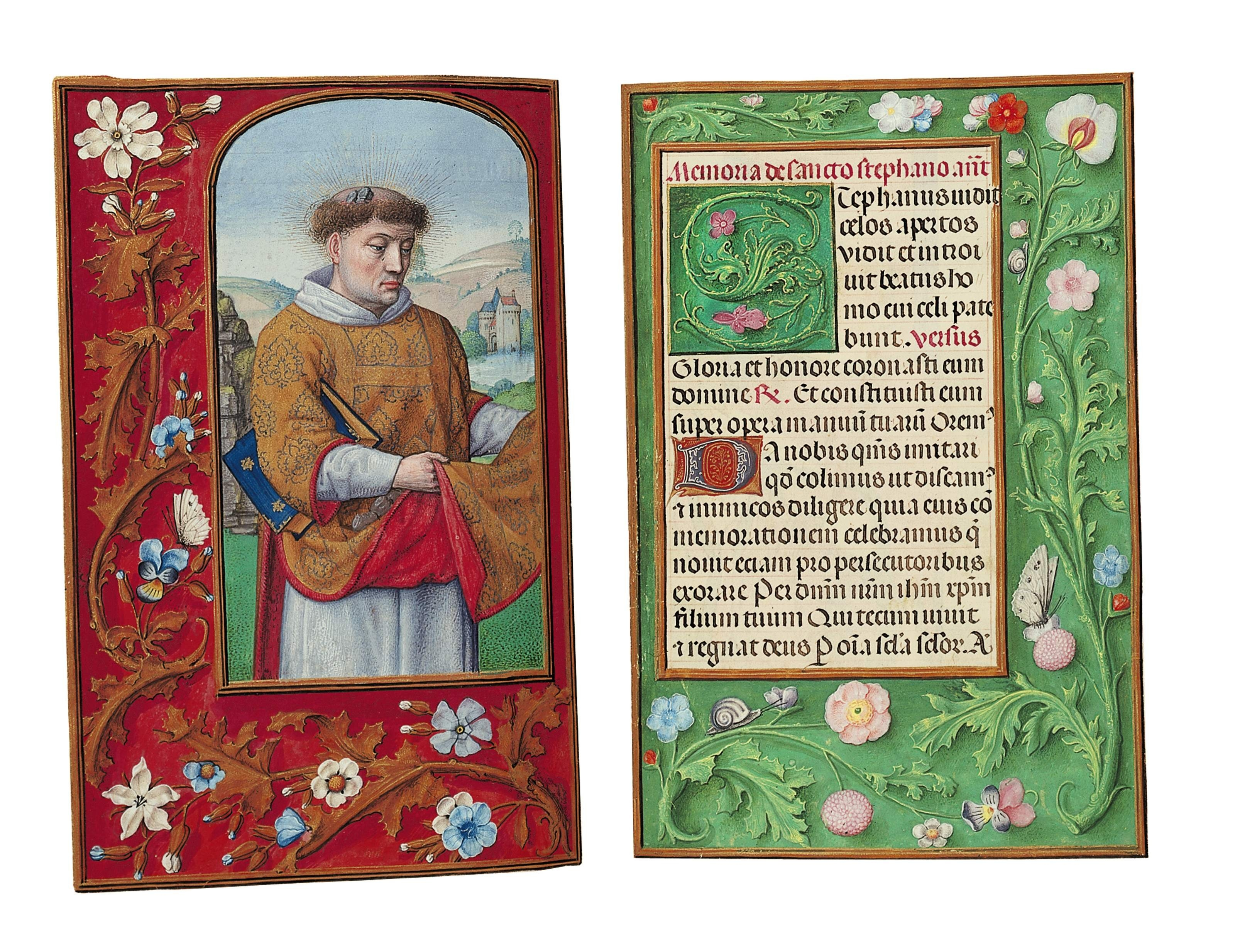
Heures de Rothschild.
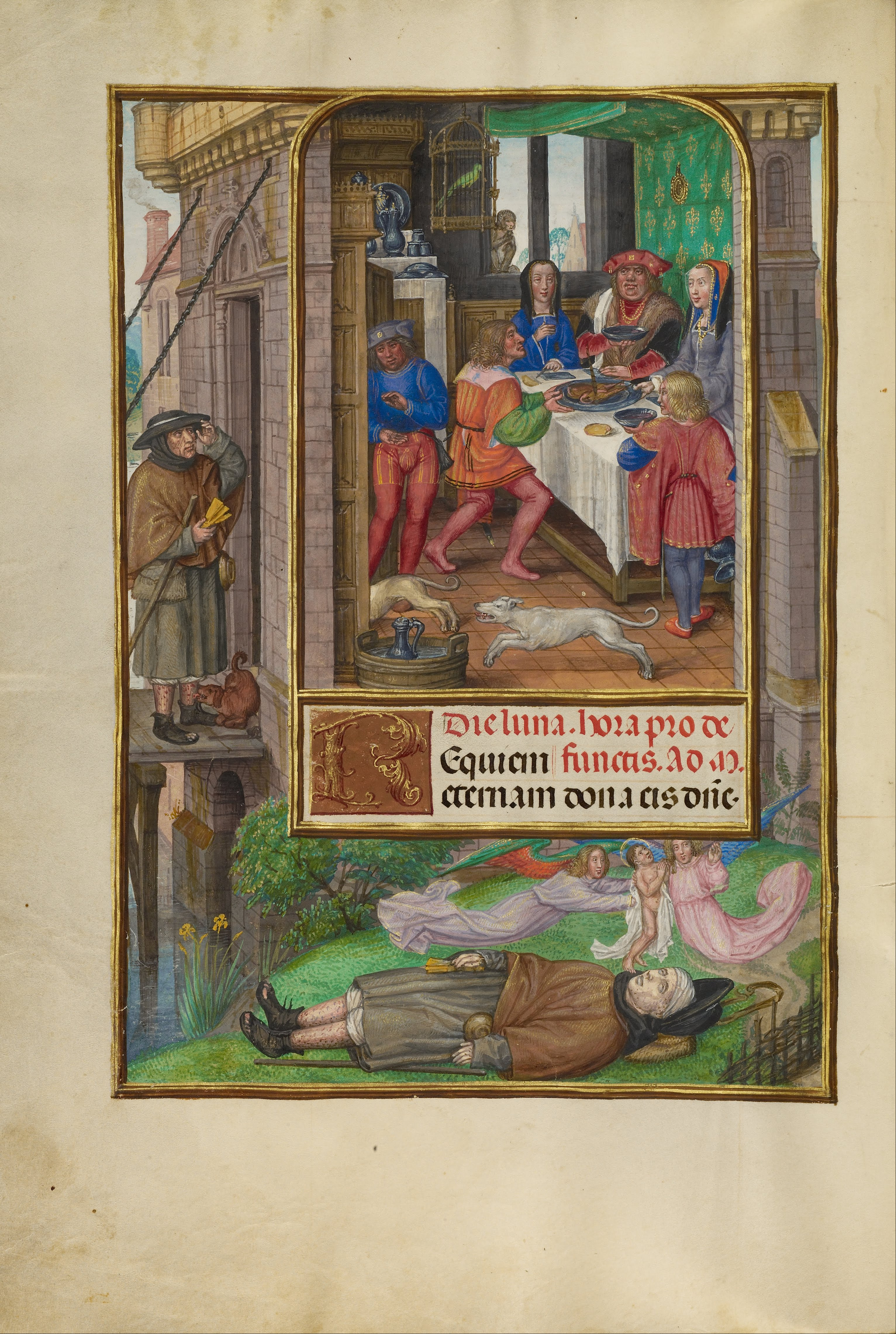
Heures de Spinola.
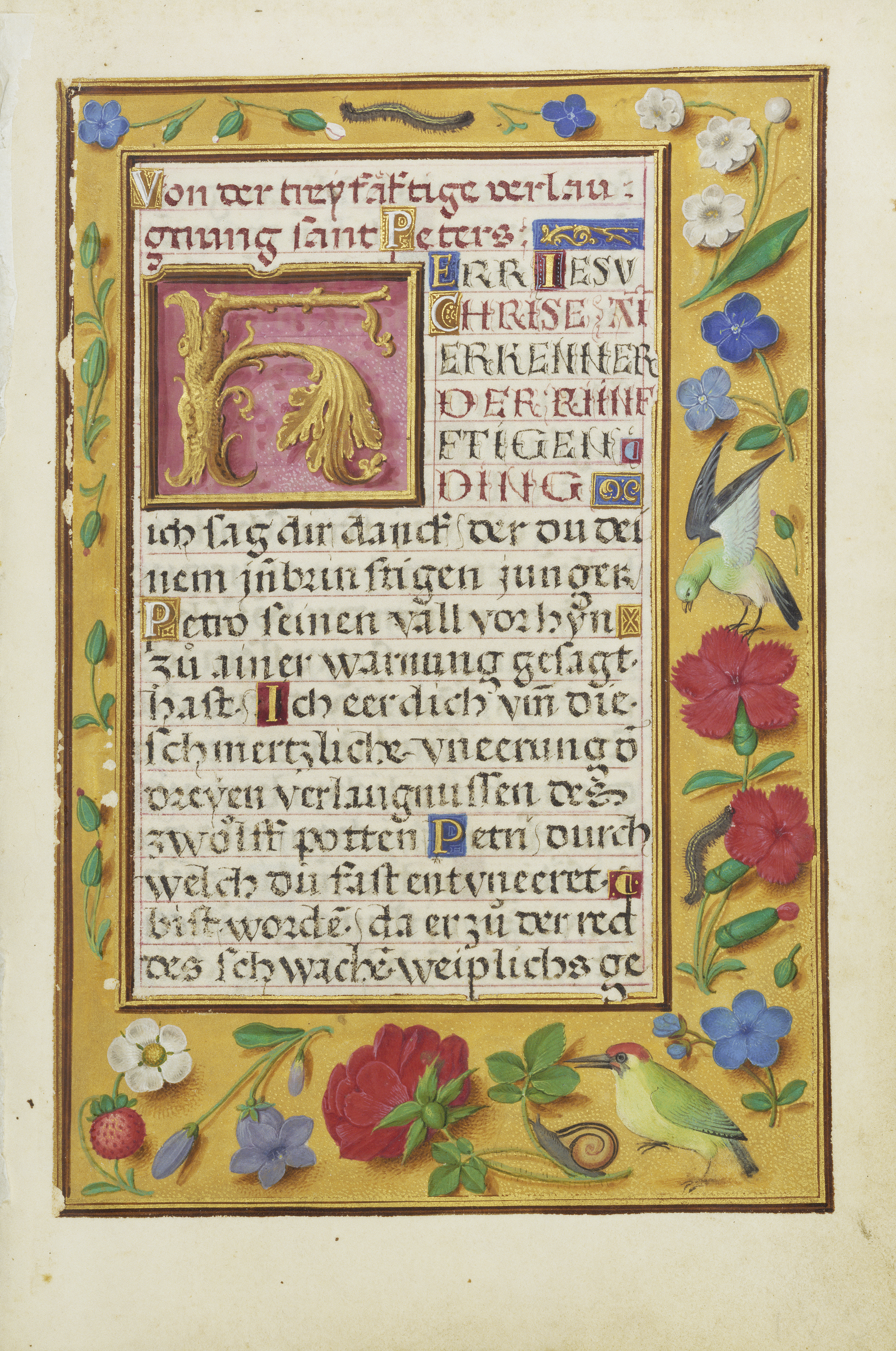
Livre de prière du cardinal Albert de Brandebourg.

## Artistes majeurs et leurs principaux manuscrits
Plusieurs enlumineurs flamands de renom se rattachent à ce mouvement artistique.
Parmi les précurseurs figurent deux maîtres anonymes :
- le Maître viennois de Marie de Bourgogne, auteur du Livre d'heures de Marie de Bourgogne et des Heures d'Engelbert de Nassau ;
- le Maître du Livre de prières de Dresde, qui participe notamment au Bréviaire d'Isabelle la Catholique et aux Heures de Spinola.

Apparaissent ensuite :
- Gerard Horenbout, identifié au Maître de Jacques IV d'Écosse, qui participe au Bréviaire Grimani, auteur du Livre de prières de Rothschild, des Heures de Jacques IV d'Écosse, des Heures Sforza ;
- le Maître de la Bible de Lübeck, actif à Gand, collaborateur du précédent aux Heures de Spinola, qui exerce aussi le métier de graveur ;
- le Maître des Livres de prières vers 1500 ;
- Gérard David, qui participe au Bréviaire Grimani ;
- Alexander Bening et son fils Simon Bening, qui participent au Bréviaire Grimani. Dernier et éminent représentant de l'école, Simon Bening produit notamment les Heures Da Costa, le Livre de prières d'Albert de Brandebourg, le Livre d’heures de Notre-dame dit de Hennessy, les Heures de Munich-Montserrat, le Livre du golf.